# Estêvão Gonçalves Neto
Estêvão Gonçalves Neto foi um abade português que viveu no princípio do século XVII e passou à história como um génio das artes decorativas.
Se tornou um notável artista iluminador e miniatura. Seu trabalho foi comparado ao de Federico Barocci e Taddeo Zuccari. Terá aprendido em Lisboa os rudimentos da sua arte, possivelmente com Francisco de Holanda.
Foi capelão do Bispo de Viseu, João Manuel de Ataíde, que o fez cónego da sua catedral a 8 de Outubro de 1622, após a morte do cónego Cristóvão de Mesquita.
Pintor iluminador, trabalhou essencialmente sobre papel e pergaminho.
Terá começado o ofício de iluminador por volta de 1604, e em 1610 terá ido para Viseu como capelão do bispo, tornando-se mais tarde reitor e abade da Igreja de Santa Maria Madalena de Cerejo, concelho de Pinhel, distrito da Guarda. Daí algumas das suas miniaturas serem assinadas "Abbas Sereiiensis".
A sua obra-prima é um Missal Pontifical ilustrado feito de 1616 a 1622, que faz parte da coleção da Academia das Ciências de Lisboa, e que ganhou repercussão internacional em fins do século XIX, ao ser exibido na Exposição Universal de Paris de 1867, e está na origem do estatuto de génio que hoje se atribui ao autor.